# قتل‌عام ۲۰۱۳ قرارگاه اشرف
قتل‌عام ۲۰۱۳ قرارگاه اشرف در ۱ سپتامبر (۱۰ شهریور ۱۳۹۲) یک حملهٔ مظنون به تروریسم به قرارگاه اشرف سازمان مجاهدین خلق ایران در استان دیاله عراق بود که ۵۲ کشته و ۷ مفقود از اعضای سازمان مجاهدین خلق برجای گذاشت. اعتقاد بر این است که نیروهای امنیتی عراق مسئول این حمله، با هدایت و حمایت حکومت ایران، بوده‌اند.
نشریهٔ «فارین پالیسی» در ۱۷ دسامبر ۲۰۱۳، نوشت: «مقامات اطلاعاتی ایالات متحده معتقدند که کماندوهای ایران در این حمله شرکت داشتند و سپس هفت عضو این گروه را دستگیر و به ایران بازگرداندند. به‌طور خاص، مقامات آمریکایی می‌گویند که اعضای سپاه پاسداران انقلاب اسلامی به برنامه‌ریزی و هدایت حمله به اردوگاه کمک کرده‌اند. مردان مسلح متعلق به دو تشکل وابسته به ایران که در عراق مستقر هستند، یعنی کتائب حزب‌الله و عصائب اهل حق، در واقع این حمله را انجام دادند. در خصوص دخالت عراق، یک مقام آمریکایی گفت: سربازان عراقی مانع آنچه در اشرف اتفاق افتاد نشدند، هر چند خودشان شلیک نکردند».

## پیشینه
قرارگاه اشرف محل استقرار اعضا و طرفداران سازمان مجاهدین خلق ایران بود که در دههٔ ۱۹۸۰ به عراق منتقل شدند.
بعد از حمله ۲۰۰۳ نیروهای ائتلاف به عراق، کمپ و ساکنان آن تحت حفاظت ایالات متحده قرار گرفتند، اما در اواسط سال ۲۰۰۹، حفاظت به دولت عراق سپرده شد. یک ماه بعد، در روزهای ۲۸ تا ۲۹ ژوئیهٔ ۲۰۰۹، نیروهای امنیتی عراق اردوگاه را به آتش کشیدند؛ حداقل ۹ نفر از ساکنان کشته شدند و تعداد بیشتری زخمی شدند. سی و شش تن از زندانیانی که بازداشت شده بودند، مورد شکنجه و ضرب و شتم قرار گرفتند.
در آوریل ۲۰۱۱، نیروهای عراقی به قرارگاه اشرف حمله کردند. این نیروها از جمله با مهمات جنگی، در برابر ساکنانی که تلاش می‌کردند در برابرشان مقاومت کنند متوسل به زور شدند. دست‌کم ۳۶ نفر از ساکنان کشته و بیش از ۳۰۰ نفر زخمی شدند. دولت عراق از انجام تحقیقات سریع، کامل، مستقل و بی‌طرفانه خودداری کرد که ناقض استانداردهای بین‌المللی از جمله اصول ملل متحد در مورد پیشگیری فعال و تحقیقات پیرامون اعدام‌های خودسرانه و فراقانونی است.
از سال ۲۰۱۱، انتقال ساکنان به محل جدید، کمپ لیبرتی در شمال شرق بغداد، آغازشد. پس از این‌که بیشتر ساکنان نقل مکان کردند، حدود ۱۰۰ نفر مطابق قرارداد مجاز به ماندن در قرارگاه اشرف شدند تا به حل و فصل مسائل مربوط به اموال ساکنان کمپ بپردازند. پروسه‌ای که به قتل‌عام ۱ سپتامبر ۲۰۱۳ منتهی شد.

## موضع‌گیری‌ها

### بین‌المللی
- سازمان ملل متحد: بان کی مون، دبیرکل سازمان ملل متحد در بیانیهٔ خود «نسبت به وقایع کمپ اشرف اظهار تاسف کرد». وی با یادآوری مسئولیت دولت عراق در کسب اطمینان نسبت به ایمنی و امنیت ساکنان، از دولت عراق خواست تا این حادثه را سریعاً بررسی و یافته‌ها را افشا کند.[۷]
- دفتر حقوق بشر سازمان ملل متحد و یونامی: هیئت مساعدت سازمان ملل متحد برای عراق (یونامی) - این حمله را محکوم کرد. یونامی از اشرف و اجساد کشته‌شدگان بازدید کرد. به گزارش یونامی، «جراحت گلوله در سر و قسمت‌های فوقانی بدن کشته‌شدگان دیده می‌شد و تعدادی از آن‌ها نیز دست‌هایشان از پشت بسته بود. چندین ساختمان آسیب دیده و یکی هم سوزانده شده‌است.» جرجی باستین معاون نمایندهٔ ویژهٔ دبیرکل گفت: «من از دولت عراق می‌خواهم تا اطمینان حاصل شود که تحقیقات جامع، بی‌طرفانه و شفاف در مورد این جنایت بی‌رحمانه بدون تأخیر انجام شده و نتایج تحقیقات به‌صورت عمومی منتشر شود».[۸]
- ایالات متحده آمریکا: وزارت خارجه آمریکا در بیانیهٔ خود با محکوم کردن «حمله» اضافه می‌کند: «ما ضمن نگرانی از اظهارات ناراحت‌کنندهٔ سپاه پاسداران در ستایش از این حمله، از دولت ایران می‌خواهیم تا جهت تضمین سلامت افراد مفقودشدهٔ کمپ، از نفوذ خود استفاده کند».[۹]
- اتحادیه اروپا: کاترین اشتون، نماینده عالی اتحادیه اروپا گفت: «من با قاطع‌ترین بیان، کشتار صورت گرفته در کمپ اشرف را محکوم می‌کنم».[۱۰]
- بریتانیا: الستر برت، وزیر خارجه با محکوم کردن این جنایت گفت: «از خشونت صورت گرفته در کمپ اشرف که به مرگ بسیاری از ساکنان منجر شده منزجر شدم».[۱۱]
- سازمان عفو بین‌الملل: عفو بین‌الملل از مقامات عراقی خواستار تحقیقات جامع و بی‌طرفانه علیه خشونت در کمپ اشرف شد که طبق گزارش‌ها، در تاریخ ۱ سپتامبر حداقل ۴۷ نفر کشته شدند. به گفتهٔ عفو بین‌الملل «مقامات باید اطمینان حاصل کنند که تحقیقات خشونت‌های روز گذشته به سرعت انجام می‌شود و مستقل، شفاف، کامل و مطابق با استانداردهای بین‌المللی است».[۱۲]

### شورای ملی مقاومت
شورای ملی مقاومت در اطلاعیه‌ای نوشت: «قتل‌عام اشرف توسط نیروهای تحت امر مالکی در هماهنگی کامل با نیروی تروریستی قدس صورت گرفت. به دنبال بمباران شیمیایی حومهٔ دمشق و بالا گرفتن احتمال حملهٔ نظامی آمریکا به سوریه، خامنه‌ای خواستار تسریع پروژهٔ کشتار اشرف شد.»

### رسانه‌ها
لس آنجلس تایمز: روزنامهٔ لس آنجلس تایمز در ۱۹ سپتامبر ۲۰۱۳ با عنوان فرستادگان سازمان ملل پرونده قتل‌عام در اردوگاه تبعید ایرانی در عراق را خواستار شدند نوشت: «شورای ملی مقاومت ایران، گروه مخالف ایرانی مستقر در پاریس؛ پروندهٔ فجیعی از عکس‌های قتل‌عام را به‌دست‌آورد که جعفرزاده، تحلیل‌گر و نویسندهٔ شورای ملی مقاومت ایران، این عکس‌ها را با لس آنجلس تایمز به اشتراک گذاشت و آن‌ها را برای برانگیختن خشم بین‌المللی در مورد کشتارها منتشر کرد. در این عکس که توسط شورای ملی مقاومت ایران منتشر شده، تعدادی از ۵۲ تبعیدی ایرانی که در حملهٔ ۱ سپتامبر کشته شده‌اند، با زخم‌های ناشی از برخورد گلوله به سر و دست‌های بسته‌شده از پشت دیده می‌شوند. شورای ملی مقاومت ایران نیروهای عراقی تحت فرمان نوری مالکی نخست‌وزیر را متهم به حمله به آخرین نفرات باقی‌مانده در کمپ کرده‌است. بعضی از اعضای کنگره آمریکا، از جمله جودی چو، دموکرات، خواستار محکومیت حمله و تحقیق شده‌اند تا معلوم شود چه کسی در پشت آن قرار دارد. برنار کوشنر از فرانسه و سید احمد غزالی از الجزایر، وزرای سابق امور خارجه، در یک کنفرانس خبری در ژنو گفتند: «حملهٔ ۱ سپتامبر به کمپ اشرف، جنایت علیه بشریت است».
مریم رجوی، رئیس شورای ملی مقاومت، روز پنج‌شنبه به ژنو رفت تا خواستار مداخلهٔ شورای حقوق بشر سازمان ملل متحد، جهت حفاظت از ۷ گروگان شود. شش تن از گروگان‌ها زن هستند و در انتقال به تهران مورد بدرفتاری قرار گرفته‌اند. رجوی گفت: «من از کمیساریای عالی حقوق بشر؛ ناوانتم پیلای می‌خواهم که اقدامات فوری لازم برای نجات این گروگان‌ها را انجام دهد».

### جمهوری اسلامی
- سپاه پاسداران با انتشار پیامی با ابراز خوشحالی از کشته شدن افراد سازمان مجاهدین خلق در این حمله، نوشت که «سپاه این انتقام الهی را از وعده‌های خداوند تبارک و تعالی می‌داند».
- محمدرضا نقدی فرماندهٔ سابق بسیج سپاه گفت: «حمله‌ای که توسط مجاهدین عراقی به پادگان اشرف روی داد، مهم‌تر از عملیات مرصاد (فروغ جاویدان) بود».
- قاسم سلیمانی، فرماندهٔ سپاه قدس، در روز ۱۲ شهریور در سخنرانی خود در مجلس خبرگان حمله به اردوگاه اشرف و کشته شدن ۵۲ تن از اعضای مجاهدین خلق را قضیه‌ای مهم‌تر از عملیات مرصاد (فروغ جاویدان) دانست.[۱۳]